# Odilon Kossounou
Odilon Kossounou (Abidjan, 2001. január 4. –) elefántcsontparti labdarúgó, az Atalanta játékosa.

## Pályafutása

### Ifjúsági csapatok
A nagy múltú, sok jelentős elefántcsontparti labdarúgót kinevelő, ASEC Mimosas ifjúsági csapatában játszó Kossounou-ra a svéd Hammarby IF figyelt fel a 2016-os svéd Gothia Cup-on mutatott remek teljesítménye után. Az ezt követő években több közös edzés és sikeres próbajáték után a stockholmiak 2019 januárjában leigazolták a 18 éves tehetséget.

### Hammarby IF
Kossounou ugyan ifjúsági szinten gyakran a középpályán játszott, ám a felnőtt csapatban már elsősorban hátvédként számoltak vele. A svéd első osztályban áprilisban, az IF Elfsborg ellen debütált, rögtön kezdőként. Remek játéka okán, mindössze kilenc bajnoki mérkőzés után, 2019 nyarán a belga Club Brugge svéd szinten rekord ajánlatot tett a védőért, amit a klub nem tudott visszautasítani.

### Club Brugge
Új csapatában Kossounou 2019 szeptemberében, egy Francs Borains elleni belga kupa mérkőzésen debütált. Egy hónappal később, a Mouscron ellen a belga első osztályban is bemutatkozhatott, valamint novemberben, nem kisebb ellenfél mint az Mbappéval felálló, későbbi döntős PSG ellen lejátszhatta első BL-meccsét. Első idényében Kossounou csak ritkán jutott szerephez, amikor játéklehetőséget kapott, akkor a védelem közepén, vagy jobb szélén vetették be. A koronavírus járvány miatt már márciusban véget érő szezont a Brugge bajnokként zárta. A következő idényben a még mindig csak 19 éves játékos a csapat alapemberévé vált, a védelem tengelyében nyújtott remek játékával a Brugge sikeresen megvédte bajnoki címét. 2021 januárjában megszerezte első bajnoki találatát, a Beerschot hálójába talált be. A nemzeti szerepléssel párhuzamosan a BL-ben csoportja harmadik helyén végzett csapatával, majd ezt követően a legjobb 32 között, a Dinamo Kijev ellen búcsúzott az EL-től. Kiváló szereplése okán 2021 nyarán több jelentős klubnál is felmerült a neve, végül a német Bayer Leverkusen szerződtette 23 millió euróért cserébe.

### Bayer Leverkusen
A nyár végére szinte összes középhátvédjét, köztük a visszavonuló ikon Sven Bendert, vagy a megsérült Edmond Tapsobát elveszítő Leverkusen azonnal a kezdőcsapatban számolt a fiatal Kossounou-val. Első mérkőzését új klubjában a Lokomotive Leipzig ellen, a német kupa első körében játszotta – a második gyógyszergyári gólt ő készítette elő.

### Atalanta
2024. augusztus 28-án vételi opcióval kölcsönbe csatlakozott az olasz Atalanta csapatához. 2025. június 14-én négyéves szerződést írt alá, miután az olasz klub érvényesítette a vásárlási opcióját.

### A válogatottban
Az elefántcsontparti felnőtt válogatottban 2020. október 8-án, egy Belgium elleni barátságos mérkőzésen debütált.

## Sikerei, díjai

### Klub
- Club Brugge
  - Belga bajnok: 2019–20, 2020–21
  - Belga szuperkupa: 2021

- Bayer 04 Leverkusen
  - Német bajnok: 2023–24
  - Német kupa: 2023–24
  - Német szuperkupa: 2024

### Válogatott
- Elefántcsontpart
  - Afrikai nemzetek kupája: 2023

## További információ
- Kossounou a transfermarkt.de oldalán
- Kossounou a fußballdaten.de oldalán
- Kossounou a kicker.de oldalán
- A Bayer 04 Leverkusen hivatalos honlapja